# Trichochermes grandis
Trichochermes grandis är en insektsart som beskrevs av Loginova 1965. Trichochermes grandis ingår i släktet Trichochermes och familjen spetsbladloppor. Inga underarter finns listade i Catalogue of Life.